# بن بال
بن بال (انگلیسی: Ben Bull؛ مه ۱۸۷۳ – تاریخ ورودی نامعتبر است) بازیکن فوتبال اهل بریتانیا بود.
از باشگاه‌هایی که در آن بازی کرده‌است می‌توان به باشگاه فوتبال لیورپول، و باشگاه فوتبال لیورپول، و باشگاه فوتبال ردینگ اشاره کرد.